# Símbols de Monistrol de Calders
Els símbols de Monistrol de Calders representen una faixa ondada en al·lusió al riu Calders i un mont com a senyal parlant al·lusiu a una part del nom del poble. Monistrol va pertànyer a Calders fins al 1934, any en què va obtenir l'autonomia municipal, i el sol simbolitza «l'alba en la llibertat del municipi».

## Escut
L'escut oficial de Monistrol de Calders té el següent blasonament:
Escut caironat: d'or, un mont de sinople movent de la punta somat d'un sol ixent de gules i carregat d'una faixa ondada d'argent. Per timbre una corona mural de poble.
Va ser aprovat el 19 de setembre de 1996 i publicat al DOGC el 18 d'octubre del mateix any amb el número 2270.

## Bandera
La bandera oficial de Monistrol de Calders té la següent descripció:
Bandera apaïsada de proporcions dos d'alt per tres de llarg, la meitat superior groga i la inferior vermella i verda, amb una faixa ondulada blanca, de tres crestes de gruix 1/12 de l'alçària del drap, entre les parts vermella i verda.
Va ser aprovada el 8 d'octubre de 1998 i publicada al DOGC el 27 d'octubre del mateix any amb el número 2752.